# Dolichestola densepunctata
Dolichestola densepunctata är en skalbaggsart som beskrevs av Stephan von Breuning 1942. Dolichestola densepunctata ingår i släktet Dolichestola och familjen långhorningar.
Artens utbredningsområde är Panama. Inga underarter finns listade i Catalogue of Life.